# Mauricy Moura
Mauricy Moura (São Vicente, São Paulo, 10 de janeiro de 1926 – Santos, São Paulo, 23 de agosto de 1977) foi um cantor brasileiro.
Incentivado pela mãe, Moura começou sua carreira com apenas dez anos de idade no Conjunto Calunga, destacando-se pela voz imposta de barítono. Em 1952, estreou em discos pela Sinter, gravando com acompanhamento de conjunto de boate os sambas-canção "Maria de Piedade", composta por Evaldo Rui; e "Não Digas Nada", de David Raw e Victor Simón.
Em toda sua trajetória já gravou mais de 15 discos pela Continental, Sinter, Chantecler, Odeon e Polydor.